# Eleição presidencial do Brasil em Rondônia em 2006
O primeiro turno da eleição presidencial brasileira de 2006 foi realizado em 1 de outubro, como parte das eleições gerais naquele país. Neste pleito, os cidadãos brasileiros aptos a votar escolheram o atual incumbente Luiz Inácio Lula da Silva. Nenhum dos candidatos recebeu mais do que a metade dos votos válidos, e um segundo turno foi realizado em 29 de outubro. De acordo com a Constituição, o presidente é eleito diretamente pelo povo para um mandato de quatro anos, podendo ser reeleito uma vez. Nessa eleição o atual presidente Lula estava concorrendo a reeleição.
Em Rondônia, o candidato tucano, Geraldo Alckmin, recebeu 47,04% dos votos no primeiro turno, já o candidato petista, Luiz Inácio Lula da Silva , ficou com 45,06%, enquanto a candidata do PSOL, Heloísa Helena, recebeu 5,57% dos votos naquele estado. No segundo turno, Geraldo Alckmin perdeu 2,37% e acabou sendo derrotado por Lula que ficou com 55,33%, enquanto Alckmin recebeu 44,67% de votos. 
1. ↑  «Eleição de 2006 - Atlas das Eleições Presidenciais no Brasil». sites.google.com. Consultado em 18 de agosto de 2022
2. ↑  «Resultado Atlas»